# Indola
Indola was een (elektrotechnische) onderneming met Rijswijk als hoofdvestiging die naast cosmetica en farmaceutica voornamelijk elektrische gereedschappen en kleine elektrische huishoudelijke apparaten, met name voor haarverzorging, vervaardigde naast broodroosters en keukenmixers en verder onder meer ventilators, later uitgebreid tot klimaatsystemen. Sinds 2004 is het een merknaam van elektrische kappersapparatuur. 

## Geschiedenis
Indola is de voortzetting van een in 1929 opgericht cosmetisch bedrijf, de firma Hollander & Kohn dat onder meer scheercrème vervaardigde. Al gauw werd ook In apparatuur voor kapperszaken vervaardigd, zoals haardroogkappen, krultangen en dergelijke. Daarmee was het actief in een sector die verwant is aan die van de 'kleine huishoudelijke apparaten'. In 1932 werd daarvoor Indola NV opgericht, gevestigd te Rijswijk (Zuid-Holland). De productie werd ondergebracht bij een dochteronderneming de NV Industriële Onderneming  W.H. Braskamp, met fabrieken te Voorburg en Rijswijk.

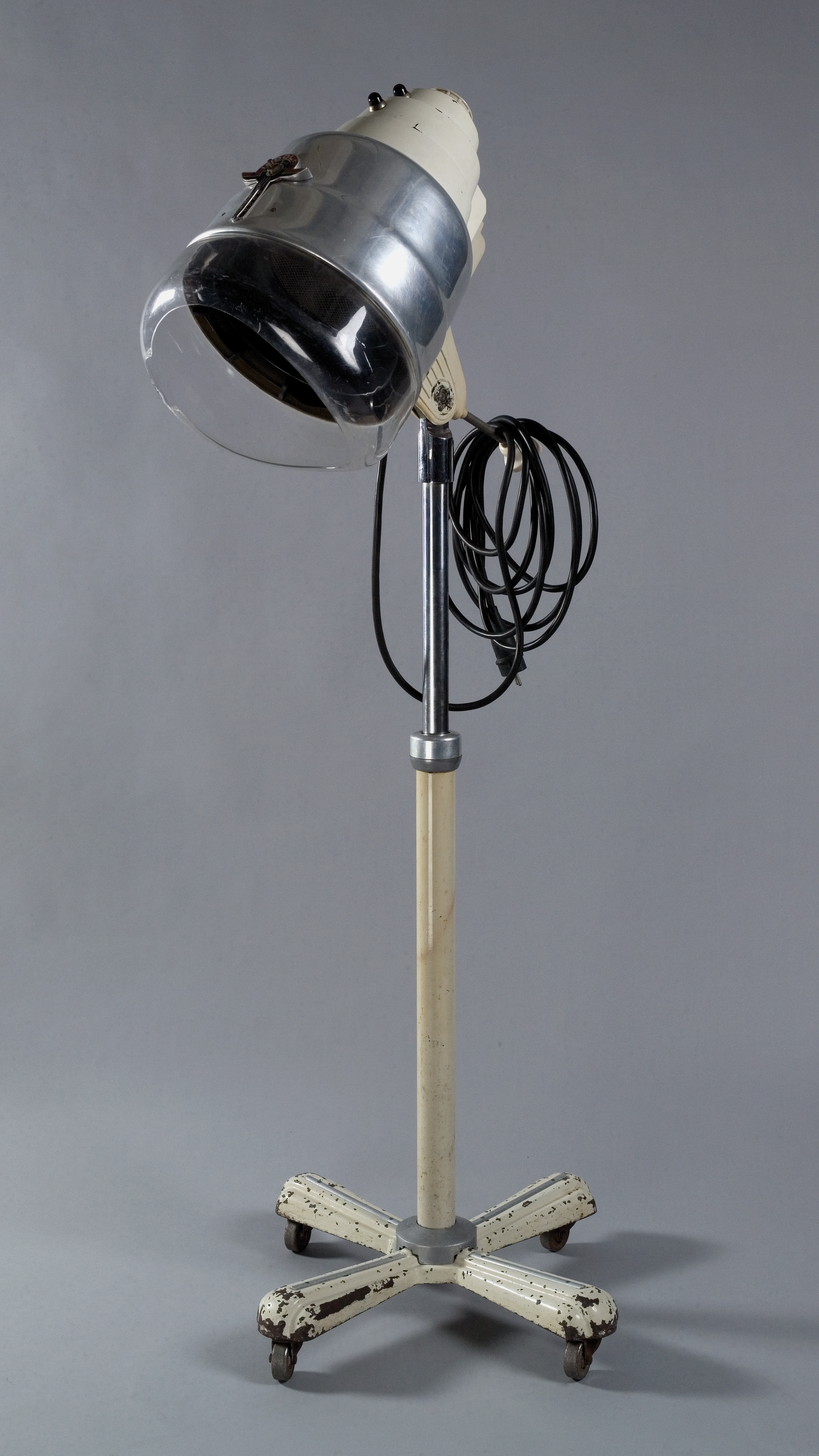
Haardroogkap op rijdende voet

Een moderne fabriek werd in fasen tussen 1954 en 1956 gerealiseerd naast de haven van Rijswijk aan de Handelskade te Rijswijk, de vestiging te Voorburg werd daarheen overgeplaatst. Er werden elektrische apparaten voor het kappersbedrijf naast luchtverversingsapparaten, reclame-apparaten, kleine motoren en comprimeermachines. Daarnaast was een afdeling die chemisch-cosmetische artikelen vervaardigde, samen met het in hetzelfde gebouw gevestigde toeleveringsbedrijf N.V. Braskamp. Een deel van de producten berustte op eigen octrooien. Midden jaren vijftig werkten er bijna 600 mensen, circa 40% werd geëxporteerd. In de jaren zestig van de twintigste eeuw had het bedrijf verkooppunten in Parijs en Düsseldorf en bedrijfsvestigingen in Voorburg, Brussel, Wenen, Parijs, Zürich en Neuss am Rhein.

## Woelige tijden
Tot begin jaren zestig ging het nog goed met Indola NV. Zo werd in 1963 het te Utrecht gevestigde EMI overgenomen en voortgezet als Indola Electric. Maar oplopende problemen noopten ook deze industrieonderneming tot samenwerking. Op 4 januari 1965 fuseerde men met van der Heem NV in Indoheem NV te Rijswijk, met R.S. Stokvis als minderheids aandeelhouder. R.S. Stokvis werd vervolgens zelf overgenomen door het handelshuis Hagemeyer. Op 1 mei 1966 verkocht Indoheem NV de radio- en telecommunicatieactiviteiten van Van der Heem NV aan Philips. Het resterende fusiebedrijf ging verder onder de oude naam Indola. Onder de merknaam Indola Electric werden elektrische gereedschappen vervaardigd zoals boormachines. Onder de naam Kalorik-Indola werd huishoudelijke apparatuur als broodroosters en keukenmixers geproduceerd. 
De jaren zeventig waren niet gunstig. Zo ging op 22 mei 1971 een deel van het complex te Rijswijk waarin de fabrieksvoorraden, emballage, reeds vervaardigde ventilatoren en haardrogers, gevulde spuitbussen, een laboratorium en een showroom gevestigd waren in vlammen op. De zeer grote uitslaande brand,  bestreden door diverse brandweerkorpsen uit de regio, richtte een miljoenenschade aan. Ondertussen volgden de reorganisaties elkaar op. 
Hagemeyer ontdeed zich in 1983 van zijn cosmetica-activiteiten en verkocht Indola Cosmetics aan Alberto-Culver, een Amerikaans bedrijf actief op het gebied van persoonlijke verzorgings- en huishoudelijke producten. Er ontstond toen een conflict over de naam, waarna Indola Electric werd gewijzigd in Indolec. Deze merknaam wordt door EMI gebezigd, een ander nog bestaand bedrijf dat onder R.S. Stokvis en Hagemeyer heeft geressorteerd.
Indola werd in 2004 door Alberto-Culver verkocht aan het Duitse conglomeraat Henkel, en sindsdien leeft de naam voort als merknaam. Indola Rijswijk werd opgenomen in Henkel Nederland en gevestigd in Nieuwegein. Het oude fabrieksgebouw in Rijswijk ging dienstdoen als bedrijfsverzamelgebouw onder de naam De Indola Fabriek met als beheerder Space4all. Hierin hebben creatieve ondernemers als kunstenaars, galeriehouders en lijstenmakers onderdak. Verder zijn er een fitnessschool en een tapijtbedrijf gevestigd.